# Arrocera Mini
Arrocera Mini ist eine Ortschaft in Uruguay.

## Geographie
Der Ort befindet sich auf dem Gebiet des Departamento Treinta y Tres in dessen Sektor 3. Arrocera Mini liegt südlich von Arrocera Zapata, südöstlich von Estación Rincón, nördlich von Arrocera El Tigre und nordwestlich von Arrocera Los Ceibos.

## Einwohner
Arrocera Zapata hatte bei der Volkszählung im Jahre 2011 41 Einwohner, davon 28 männliche und 13 weibliche. Bei den vorhergehenden Volkszählungen von 1963 bis 2004 wurden für den Ort keine statistischen Daten erfasst.
| Jahr | Einwohner |
| ---- | --------- |
| 1996 | -         |
| 2004 | -         |
| 2011 | 41        |

Quelle: Instituto Nacional de Estadística de Uruguay